# Megastigmus quinquesetae
Megastigmus quinquesetae är en stekelart som först beskrevs av Girault 1934.  Megastigmus quinquesetae ingår i släktet Megastigmus och familjen gallglanssteklar. Inga underarter finns listade i Catalogue of Life.